# Grzywnik
Grzywnik (niem. Bahrenberg) – wieś w Polsce położona w województwie zachodniopomorskim, w powiecie szczecineckim, w gminie Borne Sulinowo. Miejscowość wchodzi w skład sołectwa Kucharowo.

## Nazwa
12 lutego 1948 r. ustalono urzędową polską nazwę miejscowości – Grzywnik, określając drugi przypadek jako Grzywnika, a przymiotnik – grzywnicki.